# Valencienská krajka

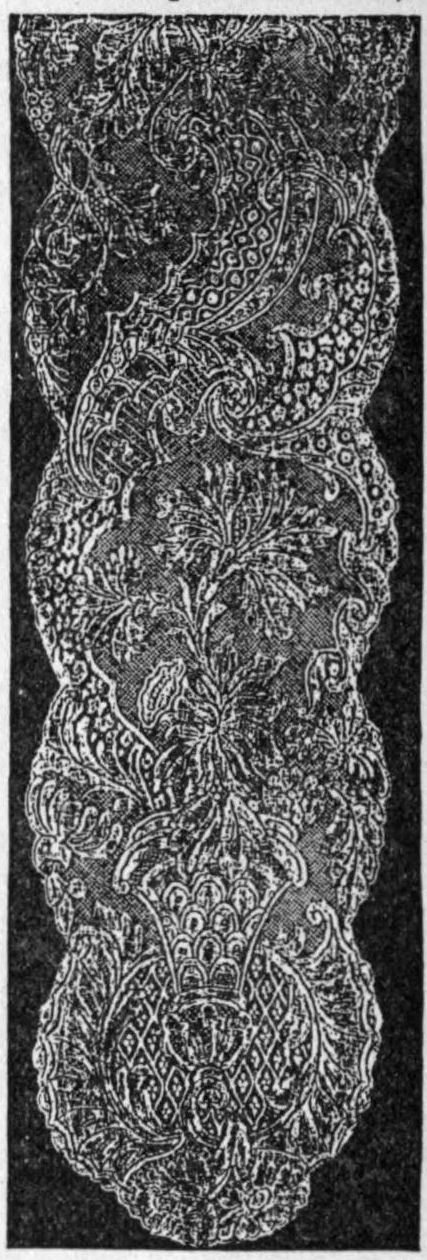
Valencienská krajka z poloviny 18. století

Valencienská krajka (angl.: Valenciennce lace, něm.: Valencienner Spitze) je paličkovaná textilie se vzory zhotovenými na síťovém podkladu (půdici) s očky různých tvarů.
Od jiných krajek se odlišuje zejména vzory s plochým povrchem, bez reliéfů a bez obrysové niti (kordonetu). Vzory byly původně ve tvaru konvenčních listů a květin, později nahrazeny přirozenějšími květinovými motivy.

## Z historie
Název krajky pochází od severofrancouzského města Valenciennes, ve kterém byla výroba krajek známá už v 15. století. V době největšího rozkvětu v letech 1725-1780 se ve městě a okolí zabývalo krajkářstvím až 4000 drobných výrobců. Potom však nastal rychlý úpadek, takže v 19. století tam toto řemeslo prakticky zaniklo a varianty valencienské krajky se vyráběly v menších množstvích na různých jiných místech v Evropě.

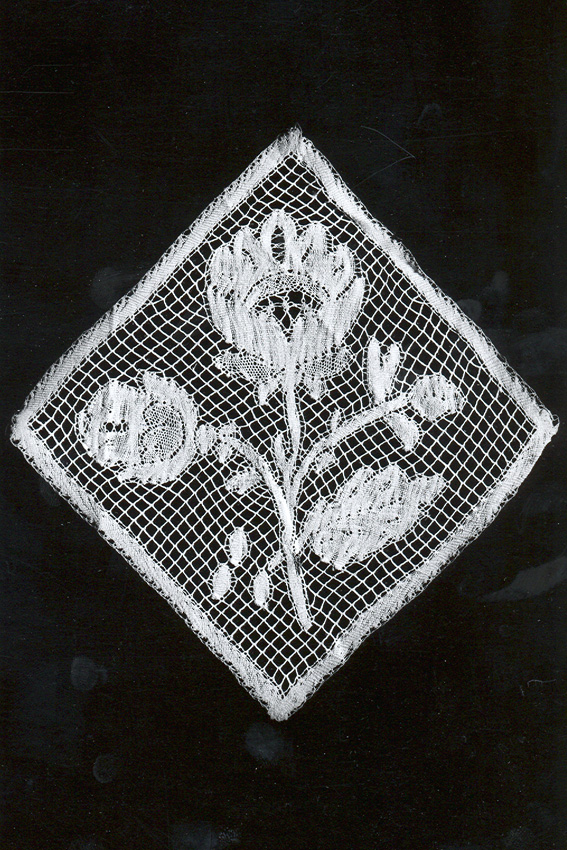
Valencienská krajka z bobinetového stroje (1850-1900)

Od 30. let 19. století (až do začátku 21. století) jsou to převážně imitace zhotovené na bobinetových strojích.
V roce 2013 byl v Evropě známý jen jeden, anglický výrobce, o celosvětové produkci nejsou publikovány žádné údaje. (Posledních asi 1000 bobinetových strojů mělo být koncem 20. století ve světě ještě v provozu, novější stroje na výrobu valencienské krajky nejsou od té doby známé.

## Způsob výroby valencienské krajky

### Ruční paličkování
se u valencienské krajky obvykle provádí bez špendlíků, s větším počtem párů paliček v plátnovém hodu (vazbě), půdice a vzor ze stejné niti.
Na původní krajce stačila zručná dělnice zhotovit maximálně 4 cm (asi 25 cm širokého pruhu) za 15 pracovních hodin.

### Strojní výroba valencienské krajky
se provádí speciální technikou na bobinetovém stroji: Část osnovních nití je spolu s bobinetovými nitěmi vedena strojem jako osnova, kterou se kolmo provléká druhá část osnovních nití. Vzniká tak struktura velmi podobná tkanině v plátnové vazbě.
Krajky se vyrábějí z extrémně jemné skané bavlněné příze (osnova 3,1 tex x 2, bobiny 3,7 tex x 2) nebo také např. s podílem 5-10 % polyamidových vláken, v šířkách 1-140 cm, na strojích s jemností cca 12 bobinet (člunečků) na centimetr.

## Použití
Asi do 18. století se z krajky zhotovovaly drahé límce a čepce, později a až do 21. století slouží jako ozdoba dámského prádla a oděvů.